# Eucatastrophe

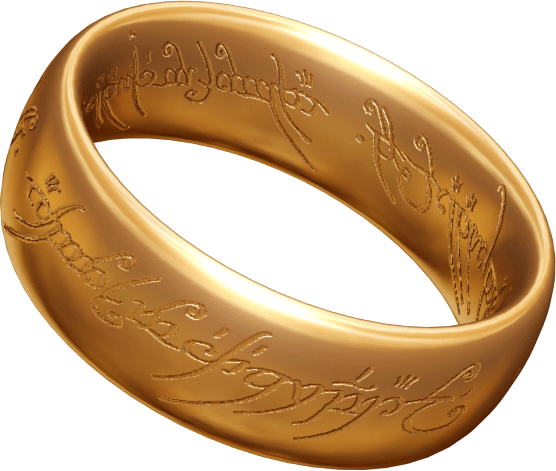
L'Anneau Unique. Sa destruction dans le Seigneur des Anneaux provoque une eucatastrophe.

L'eucatastrophe est un néologisme forgé par J. R. R. Tolkien dans son essai Du conte de fées, en préfixant le mot grec eu-, qui veut dire « bon », au terme catastrophe, le mot traditionnellement utilisé en littérature classique pour désigner le dénouement d'un drame. Il désigne un coup de théâtre à la fin d'une histoire, ayant pour effet la victoire ou l'accomplissement de la quête des protagonistes.
Ce concept désigne le moment précis où la situation se retourne, où le mal, qu'on croyait jusque-là devoir gagner le combat, est finalement vaincu. L'eucatastrophe ne doit donc pas être confondue avec la « happy end » : « ils vécurent heureux et eurent beaucoup d'enfants » n'est en rien une eucatastrophe, car cette phrase est une conclusion, pas un retournement. En outre, la happy end traditionnelle est une fermeture, elle ne permet pas vraiment l'aventure ultérieure puisqu'il est affirmé que plus rien de négatif ne se produit. L'eucatastrophe, au contraire, fidèle à un certain pessimisme de Tolkien (qui ne doit pourtant pas être exagéré), est toujours une ouverture : pour l'auteur du Silmarillion, le mal, dans notre monde, ne peut être vaincu que provisoirement, et continuera à revenir jusqu'à sa défaite finale lors de la Fin des Temps. L'eucatastrophe est donc un retournement de situation dans le bon sens, mais l'avenir meilleur qu'elle promet n'est pas nécessairement destiné à durer.